# Johann von Kirchbach
Johann Ferdinand Franz Freiherr von Kirchbach auf Lauterbach (Kronstadt, 7. rujna 1858. - Beč, 3. listopada 1920.) je bio austrougarski general i vojni zapovjednik. Tijekom Prvog svjetskog rata zapovijedao je 8. pješačkom divizijom i II. korpusom na Istočnom bojištu, te bio vojni zapovjednik Beča.

## Vojna karijera
Johann von Kirchbach je rođen 7. rujna 1858. u Kronstadtu u Transilvaniji. Inače, Johann je brat Karla von Kirchbacha također istaknutog austrougarskog zapovjednika u Prvom svjetskom ratu. Gimnaziju je završio u Grazu, te nakon završetka iste, od 1875. godine, pohađa Vojnu školu u St. Pöltenu. Potom upisuje Terezijansku vojnu akademiju u Bečkom Novom Mjestu koju završava 1879. godine nakon čega s činom poručnika služi u 2. lovačkoj bojnoj. Od 1880. godine nalazi se na službi u 2. lovačkoj bojnoj, nakon čega od 1885. služi u Glavnom stožeru tijekom koje službe je u travnju 1888. godine promaknut u satnika. U Glavnom stožeru služi do 1891. godine kada postaje predavač taktike na Terezijanskoj vojnoj akademiji u kojoj predaje do 1894. kada postaje načelnik stožera 25. pješačke divizije. Od 1895. godine ponovno služi u Glavnom stožeru, a te iste godine je u svibnju unaprijeđen u čin bojnika. 
U studenom 1897. promaknut je u čin potpukovnika, da bi od 1899. godine služio najprije u 6., a od 1900. u 52. pješačkoj pukovniji. Te je iste godine u studenom promaknut u čin pukovnika. Godine 1901. postaje načelnikom stožera XIV korpusa na kojem mjestu služi do 1906. godine kada je imenovan zapovjednikom 12. pješačke brigade nakon čega od 1908. zapovijeda 55. pješačkom brigadom. U međuvremenu je, u svibnju 1907., promaknut u čin general bojnika. Od 1910. zapovijeda 8. pješačkom divizijom na kojoj dužnosti dočekuje i početak Prvog svjetskog rata. Pritom je u travnju 1911. unaprijeđen u čin podmaršala.

## Prvi svjetski rat
Na početku Prvog svjetskog rata 8. pješačka divizija nalazila se u sastavu 3. armije kojom je na Istočnom bojištu zapovijedao Rudolf von Brudermann. Zapovijedajući 8. pješačkom divizijom Kirchbach sudjeluje u Galicijskoj bitci. Ubrzo međutim, u rujnu 1914. preuzima zapovjedništvo nad II. korpusom zamijenivši na tom mjestu Blasiusa Schemu. S II. korpusom koji se nalazio u sastavu 1. armije sudjeluje u borbama u Šleskoj, te ofenzivi Gorlice-Tarnow. U veljači 1915. promaknut je u čin generala pješaštva, dok je u siječnju 1916. imenovan vojnim zapovjednikom Beča zamijenivši na tom mjestu Ivana Salis Seewisa. Navedenu dužnost obnašao je do kraja rata.

## Poslije rata
Nakon završetka rata Kirchbach je umirovljen. Preminuo je 3. listopada 1920. u 63. godini života u Beču.

## Vanjske poveznice
(eng.) Johann von Kirchbach na stranici Oocities.org

(njem.) Johann von Kirchbach na stranici Weltkriege.at

(njem.) Johann von Kirchbach na stranici Biographien.ac.at